# Pauvanasu
Pauvanasu ist eine unbewohnte Insel, 80 Meter von der größten estnischen Insel Saaremaa entfernt. Die Insel liegt in der Landgemeinde Saaremaa im Kreis Saare. Sie liegt in der Bucht Udriku laht im Kahtla-Kübassaare hoiuala.
Pauvanasu ist 350 Meter lang und 30 Meter breit.